# Seneca (Misuri)
Seneca es una ciudad ubicada en el condado de Newton en el estado estadounidense de Misuri. En el censo de 2010 tenía una población de 2336 habitantes y una densidad poblacional de 352,46 personas por km².

## Geografía
Seneca se encuentra ubicada en las coordenadas 36°50′40″N 94°36′33″O / 36.84444, -94.60917. Según la Oficina del Censo de los Estados Unidos, Seneca tiene una superficie total de 6.63 km², de la cual 6.63 km² corresponden a tierra firme y (0%) 0 km² es agua.

## Demografía
Según el censo de 2010, había 2336 personas residiendo en Seneca. La densidad de población era de 352,46 hab./km². De los 2336 habitantes, Seneca estaba compuesto por el 85.27% blancos, el 0.34% eran afroamericanos, el 8.01% eran amerindios, el 0.43% eran asiáticos, el 0.09% eran isleños del Pacífico, el 0.39% eran de otras razas y el 5.48% pertenecían a dos o más razas. Del total de la población el 2.23% eran hispanos o latinos de cualquier raza.